# Hard Boiled (jeu vidéo)
Pour les articles homonymes, voir Hard Boiled.
Hard Boiled est un jeu vidéo de tir à la troisième personne développé et édité par Cryo Interactive, sorti en 1997 sur PlayStation.
Il est basé sur le comics du même nom de Frank Miller et Geof Darrow.

## Accueil
- Video Games : 54 %[1]